# 361
Cette page concerne l'année 361  du calendrier julien. Pour l'année 361 av. J.-C., voir 361 av. J.-C. Pour le nombre 361, voir 361 (nombre).
L'année 361 est une année commune qui commence un lundi.

## Événements
- 1er janvier : consulat de Florentius et Taurus
- 6 janvier : Julien est à Vienne pour l'Épiphanie[1].
- 3 mai : après avoir passé l'hiver à Antioche, Constance II est à Gephyra[2].
- 29 mai : Constance II est à Doliche ; il passe l'Euphrate à Capersana (près de Zeugma) pour se rendre à Édesse. Il rentre par Hiérapolis (ou peut être Nicopolis). Il rentre à Antioche pour quelque temps à l'automne[2].
- Printemps : Julien attaque les Germains, passe le Rhin, puis se rend à Rauracum, d'où il remonte le fleuve vers le Haut-Danube[2].
- Juillet : Julien descend le Danube par Sirmium jusqu'au passage de Succi, puis se rend à Naissus[2].
- Octobre : Constance II passe par Hippocephalus, puis tombe malade à Tarse[2].
- 3 novembre : mort de l’empereur romain Constance II à Mopsueste en Cilicie. Julien qui s'apprêtait à marcher contre lui avec une armée, se rend de Naissus à Constantinople par Philippopolis et Héraclée et lui succède[2].
- 11 décembre : Julien entre à Constantinople[2]. Il procède à son avènement à une épuration générale du palais impérial. Il en chasse les fonctionnaires corrompus, jugés par le tribunal de Chalcédoine. Il tente de restaurer le paganisme mais meurt deux ans plus tard.
- 24 décembre : Georges, nommé évêque d'Alexandrie après la déposition d'Athanase, est massacré par la population de la ville[3].
- 25 décembre : Grégoire de Nazianze est ordonné prêtre[4].

## Décès en 361
- 3 novembre : Constance II, empereur romain associé.